# Uppsala-Näs IK
Uppsala-Näs IK (Unik) är en idrottsförening från Uppsala i Uppsala län, bildad 1947. Klubben har sin hemvist i stadens sydvästra stadsdelar och är en flersektionsförening. Föreningsfärger är röd, blå och vit.

## Historia
Föreningen bildades sommaren 1947 vid Södergård i dåvarande Uppsala-Näs landskommun av ett gäng tonårsgrabbar som ville börja spela fotboll organiserat. Fotbollen har alltid funnits på föreningens program, bandyn startade året efter och även bordtennis har utövats.

## Namnet
Föreningens fulla namn, Uppsala-Näs IK, kommer av Uppsala-Näs socken. I tal kom det relativt snabbt att ersättas av förkortningen Unik med betoningen på ett långt u, det vill säga U-nick. Föreningens sektioner benämner sig vanligen just så, Unik BK och Unik FK, även om de själva versaliserar namnet till UNIK BK respektive UNIK FK.

## Sektioner

### Bandy
Klubbens bandysektion heter Unik Bandyklubb. Sektionen startades 1948 men den blev snart nog vilande och återupptogs 1957. Bandysektionen har sitt upptagningsområde i de sydvästra stadsdelarna Gottsunda, Valsätra, Sunnersta, Eriksberg, Flogsta och Norby. Under senare år har representationslaget alternerat mellan Allsvenskan och division 1, sedan säsongen 2013/2014 spelar laget i Allsvenskan.

### Fotboll
Fotboll var föreningens första idrott, idag benämns fotbollssektionen Unik Fotbollsklubb. Sektionen har sitt upptagningsområde i Uppsalas sydvästra delar, det vill säga Gottsunda, Valsätra och Norby. Hemmamatcher spelas på Valsätra IP. Klubben spelar i division 4 sedan 2015.